# Geëerd Kunstenaar van de Russische Federatie
Geëerd Kunstenaar van de Russische Federatie , (Russisch: Заслуженный артист, Zasloezjenny artist), soms afgekort tot "Geëerd Kunstenaar van de RSFSR" of "Geëerd Kunstenaar van de Republiek", was en is een eretitel die al in de tijd van de Sovjet-Unie, waarvan die federatie deel uitmaakte, werd toegekend.
De titel "Geëerd Kunstenaar van de Russische Federatie" werd op 10 augustus 1931 ingesteld. In februari 1992 werden de laatste eretitels van de Sovjet-Unie toegekend. De titel bleef in Rusland, oftewel de Russische Federatie, bestaan. In 1992 werden de verwijzingen naar de Sovjets verwijderd, het lint werd driekleurig rood-blauw en wit. In het Presidentieel Decreet No. 1341 uit 1996 werden nieuwe versierselen voorgeschreven.

## Geschiedenis
In het Keizerrijk Rusland werden kunstenaars al als "Keizerlijk Zanger" of "Keizerlijk Zangeres" geëerd. De Sovjet-Unie bouwde op die traditie voort en ontwikkelde een nieuw decoratiestelsel, dat van de socialistische orden en prijzen.   
Vergelijkbare eretitels werden uitgereikt aan militairen (Held van de Sovjet-Unie), burgers (Held van de Socialistische Arbeid) en met de prefix "geëerd" ook aan piloten en ruimtevaarders. 
De titel Geëerd Kunstenaar van de Russische Federatie wordt toegekend aan architecten, choreografen, ontwerpers, toneelschrijvers, literatuur-, kunst-, toneel- en muziekcritici, componisten, regisseurs, koorleiders, kunstenaars en andere artiesten waaronder de medewerkers van ateliers. De titel werd op 10 augustus 1931 ingesteld en in 1991 voor het laatst in de oude vorm verleend.
De titel werd door het presidium van de Opperste Sovjet van de RSFSR toegekend als "blijk van erkenning door de staat en de samenleving". De titel van Geëerd Kunstenaar van de Russische Federatie werd steeds toegekend voor uitstekende persoonlijke prestaties. Andere onderscheidingen legden de nadruk op het collectief, hier was en is dat niet zo. De dragers ontvingen ook een diploma dat werd uitgegeven door het praesidium van de Opperste Sovjet van de Russische Federatie.
De met deze titel geëerde kunstenaars waren beroemde artiesten, maar nog hoger in aanzien waren de titel van een Volksartiest van de Russische Federatie en een Volksartiest van de Sovjet-Unie. Die laatste titel wordt niet langer verleend.

## De huidige eretitel

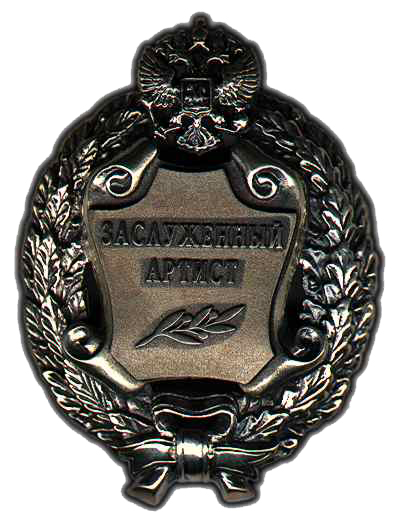
Zilveren insigne dat tegenwoordig door de Geëerd Kunstenaars wordt gedragen

Na de val van de Sovjet-Unie werd de bijbehorende medaille in 1996 gewijzigd. Ook het diploma werd aangepast. Een kunstenaar moet twintig jaar eerder voor het eerst voor publiek hebben opgetreden om de titel te kunnen verwerven. Bij balletdansers is die termijn tien jaar. Vijf jaar na de toekenning kan een kunstenaar ook "Volkskunstenaar" worden. Deze titel is altijd spaarzaam uitgereikt.
Niet voor publiek optredende kunstenaars zoals componisten en decorontwerpers dragen de titel "zasloezjenny dejatel iskoesstv" oftewel "Verdienstelijk Werker in de Kunsten". 
De Russische eretitels zijn moeilijk te vertalen en in het buitenland bestaat over precieze vertaling en gebruik van de titels veel verwarring. In de Sovjetperiode werd ook de titel "заслуженный артист" ("Verdienstelijk Kunstenaar") vaak gebruikt. Dat sloeg op uitvoerende kunstenaars terwijl beeldend kunstenaars zoals schilders en fotografen "заслуженный художник" of "Verdienstelijk Werker" werden. Voor dichters, schrijvers en architecten bestond ook de titel van een "Verdienstelijk Schilder van de Russische Federatie" et cetera. Ook in de huidige Russische Federatie worden deze titels nog toegekend.

## Versierselen
In de Sovjet-periode werd een kleine medaille gedragen. Toen had het lint de kleuren van de vlag van die federatie; rood met een brede blauwe bies aan de linkerzijde. In 1992 werd het lint rood-blauw en wit. De medaille werd ook aangepast.
Op de voorzijde van de kleine zilverkleurige medaille stond een lier met daaronder de tekst "Заслуженный артист РСФСР". OOk de rechthoekige gesp was zilverkleurig. De in aanzien hogere Volksartiest van de Russische Federatie mocht indertijd dezelfde medaille, maar dan verguld en aan een vergulde beugel, dragen.
De Geëerd Kunstenaars ontvangen tegenwoordig een nieuw vormgegeven draagbaar ereteken. Dit ronde zilveren insigne draagt het wapen van de Russische Federatie boven een samengebonden lauwerkrans en een afbeelding van een ontrold perkament waarop in cyrillisch schrift de tekst "Заслуженный артист" staat. De daaronder afgebeelde erepalm herinnert aan het versiersel van de Geëerde artiesten in de Sovjet-tijd. Er is geen lint en het versiersel wordt als een broche op de borst gedragen. Volkskunstenaars dragen hetzelfde ereteken, maar dan in een vergulde uitvoering.
Het perkament binnen de krans herinnert aan het insigne van een Volksartiest van de Sovjet-Unie.

## Draagwijze
In de Sovjet-Unie werden de vele onderscheidingen van het Sovjetregime ook veel gedragen. Op feestelijke of plechtige gelegenheden en feestdagen spelden de Sovjetburgers vaak al hun orden, sterren en medailles op. Omdat een en dezelfde onderscheiding vaak herhaaldelijk aan dezelfde persoon werd uitgereikt, droeg men al die versierselen naast elkaar en onder elkaar. De kleine medailles verbonden aan de Leninprijs en de Stalinprijs, later werd dat de Staatsprijs van de Sovjet-Unie, werden allemaal op de revers en op de rechterborst gedragen. Op de rechterborst werden ook de medailles van de geëerde kunstenaars, kosmonauten, piloten, testpiloten en wat dies meer zij gespeld. Wie er meerdere bezat spelde ter hoogte van het sleutelbeen vier of vijf van deze kleine medailles naast elkaar op. Wanneer er nòg meer van deze medailles waren, en dat kwam voor, dan werden die keurig naast elkaar onder deze rij medailles gedragen.